# HBO España
 (juillet 2019).
Si vous disposez d'ouvrages ou d'articles de référence ou si vous connaissez des sites web de qualité traitant du thème abordé ici, merci de compléter l'article en donnant les références utiles à sa vérifiabilité et en les liant à la section « Notes et références ».
HBO España était un service d'OTT proposé par HBO Nordic, qui proposait un catalogue de productions appartenant à la chaîne de télévision câblée américaine HBO, filiale de WarnerMedia, appartenant à AT&T. Il y avait aussi des films, des séries et des documentaires d'autres studios internationaux. Le service a été remplacé par HBO Max le 26 octobre 2021.

## Histoire
En mai 2016, Vodafone a confirmé l'accord avec HBO España qui permettra aux clients de l'opérateur d'accéder au service de streaming
Le 16 novembre 2016, le site officiel de HBO España a été lancé, présentant l'ensemble de son catalogue, ainsi que le lancement de son compte Twitter. Cette action a donné aux non-clients de l'opérateur la possibilité d'utiliser la plate-forme sur des appareils mobiles, des tablettes et des ordinateurs. Tous les utilisateurs abonnés ont eu l'occasion de voir le premier chapitre des séries comme The Night Of (2016) et Vinyl (2016), toutes deux produites par HBO. Le 28 novembre, le service a été lancé avec un catalogue de films, séries et documentaires de HBO et d'autres productions en dehors de la chaîne de télévision.
HBO España est une marque de HBO Nordic, une filiale de HBO Europe, qui commercialise ses services d'abonnement fixe à la demande dans des pays comme le Danemark, la Finlande, la Norvège et la Suède depuis 2012. HBO Nordic appartient à Home Box Office, Inc, une filiale de Warner Media, LLC.

## Fonctionnement
Le service fonctionne sous abonnement à partir du site web de HBO España, une fois que l'utilisateur s'est inscrit, bénéficie d'un mois gratuit de l'ensemble du service catalogue. Si l'utilisateur n'est pas satisfait du service, il peut résilier son abonnement un jour avant la fin du mois gratuit sans frais.
Pour chaque utilisateur enregistré, il est possible de connecter jusqu'à cinq appareils différents, quelle que soit la plate-forme utilisée. Il n'est pas possible d'en ajouter d'autres, mais vous devez supprimer l'un des cinq dispositifs pour changer de dispositif. Pour profiter du contenu, il est nécessaire de télécharger l'application officielle de HBO España sur les appareils via différentes plateformes de distribution numérique pour applications mobiles.
Le contenu ne peut pas être téléchargé, contrairement à ses concurrents : Amazon Prime Video, Movistar+ et Netflix. Bien qu'il s'agisse d'un service de Home Box Office, Inc., certains titres ne sont pas offerts en raison du droit d'auteur. Les chapitres précédents de certaines séries sont réédités lorsqu'une nouvelle saison de la série est publiée.

### Production originale d'HBO España
Fin septembre 2017, HBO España a annoncé la création de sa première série, basée sur le roman Patria (2016), écrit par Fernando Aramburu. L'histoire montre différentes visions du conflit basque. La série est produite par Alea Media, une société de production créée par Mediaset España et Aitor Gabilondo, et par HBO España elle-même[réf. souhaitée].

## Controverses
En juillet 2017, HBO España diffuse par erreur sur son service, un chapitre de la septième saison de Game of Thrones quelques jours avant la date officielle de la première. Ce chapitre a été disponible pour les abonnés durant quelques heures, période durant laquelle les responsables de HBO n'ont pas communiqué sur ce point sur les réseaux sociaux. HBO España a déclaré que le problème provenait d'un fournisseur externe. Celui-ci a supprimé la mise à disposition dès qu'il s’est rendu compte de l’erreur.